# Neurophonie
Sorti en 1999, Neurophonie est l'album qui a fait connaître Micropoint. Il est devenu une référence dans le frenchcore.

## Titres
1. Slow Scratch
2. Neurojuice
3. Dosage Correct ?
4. Data Cops
5. Serotonin
6. Stimulation Binare
7. Noise Theater
8. Bloque Cerveau (I Shouldn't Have Taken Two At Once)
9. Lunatic Park
10. New Therapy
11. Cycling Room
12. Dr Malsain's (Gonne Measure Your Foam Trace On The Millimetric Paper)
13. Run With The Dogs
14. Farmsex.com
15. Die, Vermin...
16. The Final